# Governo Željazkov
Il Governo Željazkov è il 105º ed attuale governo della Bulgaria, in carica dal 16 gennaio 2025.
È stato approvato dall'Assemblea nazionale lo stesso giorno, dopo essere nato in seguito alle elezioni parlamentari dell'ottobre dell’anno precedente come il frutto di un accordo di coalizione tripartitica tra: Cittadini per lo Sviluppo Europeo della Bulgaria (GERB) - Unione delle Forze Democratiche (SDS), Partito Socialista Bulgaro (BSP) e C'è un Popolo come Questo (ITN), coadiuvato da Alleanza per i Diritti e le Libertà (APS/HÖI) prima, e Movimento per i Diritti e le Libertà (DPS/HÖH) poi, in appoggio esterno.
Con la nascita di questo governo è stata finalmente di risolta una lunga e complessa fase di stallo politico, durata ben 10 mesi e 13 giorni, che ha portato alla nascita dei due governi "ad interim" (Governo Glavčev I e Governo Glavčev II) guidati da Dimităr Glavčev.

## Storia

### Formazione
In seguito alle elezioni parlamentari dell'ottobre dell’anno precedente, già parte di una serie di tornate elettorali dovute a continui e ripetuti stalli parlamentari e forme di instabilità politiche, le parti si sono nuovamente trovate davanti ad un intenso ed arduo processo di negoziazione che, essendo anche peggiorata la precedente situazione di frammentazione parlamentare, da molti analisti fu nuovamente ritenuto, almeno all’inizio, altamente fallimentare, secondo anche la prassi tenuta nei precedenti tentativi e nelle conseguenti elezioni anticipate che dal 2021 attanagliavano il paese.
Di fatti, anche in seguito alla prima riunione della neo-eletta Assemblea nazionale, tale visione non si è che confermata, risultando necessari ben 11 scrutini, innumerevoli negoziati ed una lunga serie di potenziali candidati nell’arco di poco meno di un mese prima di poter eleggere, finalmente, un nuovo Presidente di quest’ultima, identificato nella deputata Nataliya Kiselova (BSP-OL).
In tale contesto, dunque, il Presidente, Rumen Radev, al fine di evitare un ennesimo facile naufragio delle negoziazioni e, in tal senso, un’obbligata indizione di nuove elezioni (prevista esplicitamente dalla Costituzione in caso di fallimento di tutti e tre i mandati esplorativi conferiti), ha adottato una linea più attendista, anche per via della sopracitata frammentazione, al fine di far dialogare preliminarmente e per il tempo opportuno le formazioni politiche ed attendere pazientemente che potesse emergere un quadro politico favorevole, posticipando così (non essendo prescritti termini precisi) il conferimento del primo mandato esplorativo all’anno successivo.
Nel mentre che ciò accadeva, difatti, Cittadini per lo Sviluppo Europeo della Bulgaria (GERB), in quanto partito giunto primo, ha avviato, sin da subito, una fase informale di dialogo abbastanza aperta con tutti gli altri partiti (eccetto Rinascita (V), per via delle sue posizioni estreme ed inaccettabili dalla dirigenza), purché supportassero un accordo con esso, nonostante senza che ci fossero comunque molte aspettative in merito.
A questo appello, i partiti hanno risposto in modo vario, sebbene comunque tutti particolarmente aperti al dialogo: Continuiamo il Cambiamento – Bulgaria Democratica (PP-DB), nello specifico, ha principalmente imposto una visione europeista ed ha proposto un patto scritto per un cordone sanitario contro il Movimento per i Diritti e le Libertà (DPS/HÖH) di Peevski, considerato ostile a riforme giudiziarie ed anti-corruzione, poi supportato in linea di principio (ma non nella forma, che GERB ha ritenuto troppo stringente) grosso modo da tutti gli altri partiti, tra cui Alleanza per i Diritti e le Libertà (APS/HÖI), C'è un Popolo come Questo (ITN) e Morale, Unità, Onore (MECh), nonostante le rimostranze del DPS/HÖH, mentre il Partito Socialista Bulgaro (BSP), rimanendo neutrale, ha comunque aperto ad un’ampia collaborazione.
In seguito, con l’evolversi delle discussioni, sono state proposte una vasta serie di coalizioni, proposte ed accordi, ma nessuno che risultasse nei fatti abbastanza realistico; in questi, GERB provò anche a porre più volte l’idea di un ritorno di Bojko Borisov alla carica di Primo ministro nell’ambito di una grande coalizione europeista, ma la proposta fu presto rigettata altrettante volte, portando ad un forte rallentamento dei negoziati ed ad un ritiro della candidatura dell’ex-capo del governo, evolutisi presto in numerosi dialoghi abbastanza vani, finanche a giungere ad una minaccia di rinuncia immediata del futuro mandato esplorativo da parte dello stesso GERB, cosa che avrebbe portato quasi certamente a nuove elezioni.
Alla fine, la situazione si è ufficialmente sbloccata solo nel mese di dicembre, quando, eletto il nuovo Presidente dell’Assemblea nazionale in quota socialista, il suddetto partito politico ha iniziato maggiormente ad aprire effettivamente già alla circolante idea di collaborare con GERB (fino a quel momento suo immemore avversario politico), al fine di costruire una nuova ed inedita coalizione politica (già in tandem con le altre negoziazioni aperte, tra cui quella con il PP-DB, mai più ripresa per via delle eccessive discordanze). GERB dunque, spinto non solo dalla volontà di formare un governo, ma anche dalla forte persuasione del Presidente Radev (il quale, avendo tenuto delle consultazioni con tutti i partiti politici, ha visto nella formazione europeista il miglior percorso verso un nuovo esecutivo), ha contestualmente reiterato l’impegno verso tale incarico, superando progressivamente le varie controproposte (tra cui quella di un governo tecnico) e linee rosse (il ritorno di Bojko Borisov) in sede negoziale dei socialisti, venendo presto coadiuvato anche dai populisti di destra di C'è un Popolo come Questo (ITN) che, in linea con quanto annunciato sin dall’inizio, si sono presto interessati alla possibilità di entrare a far parte del governo, accettando l’accordo già emendato senza molte obiezioni, sebbene tutti questi aspetti abbiano portato ad un inevitabile allungamento dei tempi, acconsentito tuttavia dal Presidente.
Iniziato l’anno nuovo, dunque, il negoziato è stato ripreso in forma più stretta e frequente tra i tre partiti, portando così finalmente alla formazione di un nuovo patto di coalizione, la quale si è mossa a sua volta alla ricerca di un ulteriore alleato per raggiungere la maggioranza, presto rintracciato in Alleanza per i Diritti e le Libertà (APS/HÖI) che, pur invitato al tavolo negoziale, ha infine deciso di rimanere formalmente fuori dal governo, ma ciononostante di appoggiarlo attivamente nelle votazioni.
Definiti dunque nel corso delle settimane i ruoli, il programma ed il diritto di GERB alla nomina del Primo ministro (identificato, in tal senso, già da qualche settimana in Rosen Zhelyazkov anziché Bojko Borisov per non irritare gli alleati), il Presidente Rumen Radev ha ufficialmente conferito a GERB il primo mandato esplorativo in data 15 gennaio che, riconsegnato immediatamente con successo, ha permesso di disporre una votazione sul nuovo esecutivo il giorno seguente.
Il 16 gennaio, dunque, con l’approvazione definitiva dell’Assemblea nazionale, il governo è ufficialmente entrato in carica.

### Revisione dell’allocazione dei seggi e modificazione della maggioranza
Il 13 marzo 2025, in seguito all’accoglimento di un ricorso di riconteggio (promosso da Grandezza - VEL, essendo questa formazione rimasta inizialmente esclusa dalla ripartizione, avendo ottenuto solo il 3,9992% dei voti) da parte della Corte costituzionale, il governo ha visto ridursi la propria area operativa da 126 a 121 seggi, rendendolo così estremamente instabile, seppur ancora numericamente sostenuto, nei limiti del possibile, da una maggioranza parlamentare.
Ciò ha portato inevitabilmente a grandi problematiche dal punto di vista politico, facendo sì che, con il pendente rischio di nuove elezioni, le forze politiche dell’esecutivo si muovessero rapidamente per cercare soluzioni, tra cui il continuo dell’esperienza come governo di minoranza o l’appoggio di Bulgaria Democratica (DB), o ancora l’apertura ad un appoggio di Movimento per i Diritti e le Libertà (DPS-HÖH), quantomeno per la sola approvazione della Legge di bilancio.
Alla fine, a causa dell’accrescersi delle controversie derivanti dal nuovo assetto politico, le principali figure di Alleanza per i Diritti e le Libertà (APS-HÖI) si sono incontrate, in data 1º aprile, per riconsiderare la loro posizione di sostegno del governo, decidendo inizialmente di continuarla a determinate condizioni, ma successivamente, a causa dell’eccessiva insofferenza manifestatasi, di ritirarla due settimane dopo, passando così ufficialmente all’opposizione e appoggiando così una schedulata mozione di sfiducia (avendo nel mentre il governo mantenuto la propria linea), sebbene questa sia successivamente fallita per il subentro stabile del Movimento per i Diritti e le Libertà (DPS-HÖH) a tutela dell’esecutivo.

## Compagine di governo

### Appartenenza politica
L'appartenenza politica dei membri del Governo alla sua formazione è la seguente:
| Partito | Partito                                                                                     | Presidente | Ministri | Totale |
| ------- | ------------------------------------------------------------------------------------------- | ---------- | -------- | ------ |
|         | Cittadini per lo Sviluppo Europeo della Bulgaria-Unione delle Forze Democratiche (GERB-SDS) | 1          | 11       | 12     |
|         | Partito Socialista Bulgaro (BSP)                                                            | —          | 5        | 5      |
|         | C'è un Popolo come Questo (ITN)                                                             | —          | 4        | 4      |
| Totale  | Totale                                                                                      | 1          | 20       | 21     |

### Provenienza geografica
La provenienza geografica dei membri del Governo alla sua formazione si può così riassumere:
| Distretto    | Presidente | Ministri | Totale |
| ------------ | ---------- | -------- | ------ |
| Sofia Città  | 1          | 9        | 10     |
| Burgas       | -          | 2        | 2      |
| Plovdiv      | -          | 2        | 2      |
| Stara Zagora | -          | 2        | 2      |
| Gabrovo      | -          | 1        | 1      |
| Montana      | -          | 1        | 1      |
| Šumen        | -          | 1        | 1      |
| Varna        | -          | 1        | 1      |

### Situazione parlamentare
Al momento del giuramento dell’esecutivo, il 16 gennaio 2025:
| Camera              | Collocazione     | Partiti                                     | Seggi     |
| ------------------- | ---------------- | ------------------------------------------- | --------- |
| Assemblea Nazionale | Governo          | GERB-SDS (69), BSPzB (20), ITN (18)         | 107 / 240 |
| Assemblea Nazionale | Appoggio esterno | APS/HÖI (19)                                | 19 / 240  |
| Assemblea Nazionale | Opposizione      | PP-DB (37), V (35), DPS/HÖH (30), MECh (12) | 114 / 240 |

In seguito alla riallocazione dei seggi derivante dall’accoglimento di un ricorso di riconteggio da parte della Corte costituzionale, il 13 marzo 2025:
| Camera              | Collocazione     | Partiti                                               | Seggi     |
| ------------------- | ---------------- | ----------------------------------------------------- | --------- |
| Assemblea Nazionale | Governo          | GERB-SDS (66), BSPzB (19), ITN (17)                   | 102 / 240 |
| Assemblea Nazionale | Appoggio esterno | APS/HÖI (19)                                          | 19 / 240  |
| Assemblea Nazionale | Opposizione      | PP-DB (36), V (33), DPS/HÖH (29), MECh (11), VEL (10) | 119 / 240 |

In seguito al ritiro di Alleanza per i Diritti e le Libertà (APS/HÖI) dell’appoggio esterno ed al subentro in tale posizione del Movimento per i Diritti e le Libertà (DPS/HÖH) in occasione di una mozione di sfiducia (poi fallita), il 16 aprile 2025:
| Camera              | Collocazione     | Partiti                                               | Seggi     |
| ------------------- | ---------------- | ----------------------------------------------------- | --------- |
| Assemblea Nazionale | Governo          | GERB-SDS (66), BSPzB (19), ITN (17)                   | 102 / 240 |
| Assemblea Nazionale | Appoggio esterno | DPS/HÖH (29)                                          | 29 / 240  |
| Assemblea Nazionale | Opposizione      | PP-DB (36), V (33), APS/HÖI (19), MECh (11), VEL (10) | 109 / 240 |

## Composizione
Il Governo è composto da 20 ministri (escluso il Primo ministro).
     Cittadini per lo Sviluppo Europeo della Bulgaria (GERB)
     Partito Socialista Bulgaro (BSP)
     C'è un Popolo come Questo (ITN)
| Ufficio del Primo ministro                               | Ufficio del Primo ministro | Ufficio del Primo ministro | Ufficio del Primo ministro | Ufficio del Primo ministro |
| Carica                                                   | Titolare                   | Titolare                   | Titolare                   | Partito                    |
| -------------------------------------------------------- | -------------------------- | -------------------------- | -------------------------- | -------------------------- |
| Primo ministro                                           |                            |                            | Rosen Željazkov            | GERB                       |
| Primo Vice Primo ministro                                |                            |                            | Tomislav Dončev            | GERB                       |
| Secondo Vice Primo ministro (Ministro senza portafoglio) |                            |                            | Atanas Zafirov             | BSP                        |
| Terzo Vice Primo ministro                                |                            |                            | Grozdan Karadžov           | ITN                        |
| Ministeri                                                |                            |                            |                            |                            |
| Ministri                                                 | Ministri                   | Ministri                   | Ministri                   | Partito                    |
| Innovazione e Crescita                                   |                            |                            | Tomislav Dončev            | GERB                       |
| Affari esteri                                            |                            |                            | Georg Georgiev             | GERB                       |
| Affari interni                                           |                            |                            | Daniel Mitov               | GERB                       |
| Finanze                                                  |                            |                            | Temenužka Petkova          | GERB                       |
| Difesa                                                   |                            |                            | Atanas Zaprjanov           | Indipendente               |
| Economia ed Industria                                    |                            |                            | Petǎr Dilov                | ITN                        |
| Trasporti e Comunicazioni                                |                            |                            | Grozdan Karadžov           | ITN                        |
| Sviluppo regionale ed Opere pubbliche                    |                            |                            | Ivan Ivanov                | BSP                        |
| Giustizia                                                |                            |                            | Georgi Georgiev            | GERB                       |
| Lavoro e Politiche sociali                               |                            |                            | Borislav Gucanov           | BSP                        |
| Salute                                                   |                            |                            | Silvi Kirilov              | ITN                        |
| Istruzione e Scienza                                     |                            |                            | Krasimir Vǎlčev            | GERB                       |
| Cultura                                                  |                            |                            | Marian Bačev               | ITN                        |
| Agricoltura, Alimentazione e Foreste                     |                            |                            | Georgi Tahov               | GERB                       |
| Affari digitali                                          |                            |                            | Valentin Mundrov           | Indipendente               |
| Energia                                                  |                            |                            | Žečo Stankov               | GERB                       |
| Turismo                                                  |                            |                            | Miroslav Boršoš            | GERB                       |
| Ambiente ed Acque                                        |                            |                            | Manol Genov                | BSP                        |
| Gioventù e Sport                                         |                            |                            | Ivan Pešev                 | BSP                        |

### Esplicative
1. 1 2 3 4 5 6  Uno dei quali è anche Vice primo ministro.
2. ↑  Di area GERB.
3. ↑  Nominato in quota GERB.

### Bibliografiche
1. 1 2   La Bulgaria ha infine un nuovo governo, dopo un lungo stallo istituzionale, Il Post, 16 gennaio 2025.
2. ↑   Le elezioni in Bulgaria, in loop, Il Post, 28 ottobre 2024.
3. ↑   In Bulgaria nuovo successo dei conservatori, ma problemi governo, ANSA, 28 ottobre 2024.
4. ↑  (BG) Veselin Stoynev, Този път не може да няма правителство. Ето вариантите: [Non ci può essere un governo stavolta. Ecco le opzioni], Deutsche Welle, 1º novembre 2024.
5. ↑   In Bulgaria la seduta costitutiva del nuovo parlamento, ANSA, 11 novembre 2024.
6. 1 2  (BG) Desislava Antona, ОБНОВЕНА: Наталия Киселова е избрана за председател на 51-вото Народно събрание [AGGIORNAMENTO: Natalia Kiselova è stata eletta Presidente della 51ª Assemblea nazionale], Bulgarian News Agency (BTA), 6 dicembre 2024.
7. ↑   Presidente bulgaro, dopo Capodanno mandato per il nuovo governo, ANSA, 17 dicembre 2024.
8. ↑  (BG) И в изборната нощ Борисов допусна управление с Пеевски, изключи само "Възраждане" [Durante la notte delle elezioni Borisov ha anche aperto ad un governo con Peevski, esclusa solo "Vazrazhdane"], Mediapool, 27 ottobre 2024.
9. ↑  (BG) Борисов предрече нови избори и постави ултиматум на Радев (обновена) [Borisov predice nuove elezioni e da un ultimatum a Radev (aggiornato)], Mediapool, 8 novembre 2024.
10. ↑  (BG) ПП-ДБ настоява за санитарен кордон около Пеевски от партиите в новото НС [Il PP-DB chiede ai partiti della nuova Assemblea nazionale il cordone sanitario attorno a Peevski], Mediapool, 29 ottobre 2024.
11. ↑  (BG) ГЕРБ не приема важните за страната въпроси да са обект на декларации [Il GERB non accetta che questioni importanti per il Paese siano oggetto di dichiarazioni], Dnevnik, 2 novembre 2024.
12. ↑  (EN) Bulgarian Politics: Petkov Announces Growing Support for "Sanitary Cordon" Around Peevski [Politica Bulgara: Petkov annuncia un supporto crescente per il “cordone sanitario” intorno a Peevski], Novinite, 12 novembre 2024.
13. ↑  (BG) Пеевски: Бройте ме за българин, турчин или ром, аз няма да се откажа [Peevski: Consideratemi bulgaro, turco o rom, non mi arrenderò], Mediapool, 30 ottobre 2024.
14. ↑  (BG) БСП не казва дали би се коалирала с Пеевски и Борисов [Il BSP non dice se formerà una coalizione con Peevski e Borisov], Mediapool, 29 ottobre 2024.
15. ↑  (BG) Избори 2024: Осем партии влизат в парламента, най-малката от тях предложи кабинет и поиска МВР [Elezioni 2024: Otto partiti entrano in Parlamento, il più piccolo dei quali propone un gabinetto e chiede il Ministero dell'Interno], Dnevnik, 28 ottobre 2024.
16. ↑  (BG) Кирил Петков: Започваме разговори с МЕЧ, после с ИТН, след това с АПС, още чакаме ГЕРБ [Kiril Petkov: Stiamo iniziando i colloqui con MECH, poi con ITN, poi con APS, stiamo ancora aspettando GERB], 24Chasa, 12 novembre 2024.
17. ↑  (BG) "Възраждане" кани всички срещу ГЕРБ и ДПС на разговор за кабинет ["Vazrazhdane" invita tutti coloro che sono contrari al GERB e al DPS a una conversazione sul gabinetto], newsbg, 14 novembre 2024.
18. ↑  (EN) Dogan Urges GERB-WCC-DB Coalition, Declines Seat in the Bulgarian Parliament [Dogan sollecita una coalizione GERB-PP-DB e rifiuta un seggio nel Parlamento Bulgaro], Novinite, 30 ottobre 2024.
19. ↑  (BG) Борисов иска да е премиер и лансира кабинет без двете ДПС-та (oбновена) [Borissov vuole essere primo ministro e vara un gabinetto senza i due DPS (aggiornato)], Mediapool, 11 novembre 2024.
20. ↑  (BG) Лена Бориславова: ПП-ДБ ще инициира разговори с всички в НС без Пеевски (обновена) [Lena Borislavova: Il PP-DB avvierà i colloqui con tutti i membri dell'Assemblea nazionale senza Peevski (aggiornato)], Mediapool, 11 novembre 2024.
21. ↑  (BG) Борислав Гуцанов: "БСП - Обединена левица" няма да подкрепи кабинет с първия мандат [Borislav Gutsanov: "BSP - Sinistra Unita" non sosterrà il governo con il primo mandato], 24Chasa, 11 novembre 2024.
22. ↑  (EN) Dimitrina Solakova, UPDATED GERB Leader Borissov Withdraws Bid for PM-Designate "with Relief" [AGGIORNATO: Il leader di GERB Borissov ritira la candidatura per il ruolo di Premier-designato “con sollievo”], Bulgarian News Agency (BNA), 26 novembre 2024.
23. ↑  (BG) Kostantin Kostov, Ако бъде избран председател на парламента, поне две много съществени процедури ще бъдат отпушени, каза вицепрезидентът Илияна Йотова [Se verrà eletto il presidente del Parlamento, almeno due procedure molto importanti verranno sbloccate, ha affermato la vicepresidente Iliana Yotova], Bulgarian News Agency (BNA), 29 novembre 2024.
24. ↑  (BG) ГЕРБ започва преговори за кабинет. Няма да покани "Продължаваме промяната" [GERB avvia i negoziati per un gabinetto. Non inviterà "Continuiamo il Cambiamento"], Mediapool, 13 dicembre 2024.
25. ↑  (BG) Joanna Dimitrova e Ivan Lazarov, Президентът Румен Радев няма да провежда консултации с “ДПС-Ново начало” [Il Presidente Rumen Radev non terrà consultazioni con il "DPS"], Bulgarian News Agency (BNA), 10 dicembre 2024.
26. ↑  (EN) Krassen Nikolov, Borissov begins coalition talks with pro-Russian party BSP and populists ITN [Borisov inizia le negoziazioni per la coalizione con il partito filo-russo BSP ed i populisti ITN], Euractiv, 14 novembre 2024.
27. ↑  (EN) Matey Todorov, BSP – United Left Hopes for Working Experts’ Cabinet [BSP - Sinistra Unita auspica un governo funzionale di esperti], Bulgarian News Agency (BNA), 5 gennaio 2025.
28. 1 2  (EN) Metodi Yordanov, Dessislava Antonova, UPDATED Choice of Prime Minister Is Collective Decision, GERB Leader Borissov Says [AGGIORNATO: La scelta del Primo ministro è una decisione collettiva, dice il leader di GERB Borisov], Bulgarian News Agency (BNA), 19 dicembre 2024.
29. ↑  (BG) Borislava Bibinovska, Националният съвет на БСП даде мандат за подписване на споразумение за управление и одобри кандидати за министри [Il Consiglio nazionale del BSP ha incaricato la firma di un accordo di governance e ha approvato i candidati ministeriali], Bulgarian News Agency (BNA), 12 gennaio 2024.
30. ↑  (BG) Nelly Zheleva, "Има такъв народ" ще се отзоват на поканата за разговори с ГЕРБ, но няма да подкрепят Борисов за премиер ["C'è un Popolo come Questo" risponderà all'invito ai colloqui con GERB, ma non sosterrà Borisov come Primo ministro], Bulgarian News Agency (BNA), 13 dicembre 2024.
31. ↑  (EN) Metodi Yordanov, UPDATED President Will Give Parties More Time before Handing Exploratory Mandate [AGGIORNATO: Il Presidente darà ai partiti più tempo prima di conferire il mandato esplorativo], Bulgarian News Agency (BNA), 6 gennaio 2025.
32. ↑  (BG) Borislava Bibinovska, ОБНОВЕНА В момента е много по-правилно да има правителство, избрано от Народното събрание, смята Наталия Киселова [AGGIORNATO: Attualmente è molto più corretto avere un governo eletto dall'Assemblea nazionale, ritiene Natalia Kiselova], Bulgarian News Agency (BNA), 12 gennaio 2025.
33. ↑  (BG) Хората на Доган ще подкрепят кабинет на ГЕРБ, БСП и ИТН [Il gruppo di Dogan sosterrà un gabinetto composto da GERB, BSP ed ITN], Mediapool, 14 gennaio 2025.
34. ↑  (EN) View the coalition agreement between GERB-SDS, BSP-OL, and ITN, as well as the accompanying support application from APS [Ecco l’accordo di coalizione tra GERB-SDS, BSP-OL, e ITN, insieme alla dichiarazione di supporto d’accompagnamento dall’APS], Epicenter, 15 gennaio 2025.
35. ↑   In Bulgaria c’è un accordo per formare il governo dopo tre mesi dalle elezioni e una lunga crisi politica, Il Post, 15 gennaio 2025.
36. ↑   Bulgaria, incarico nuovo governo a conservatori Gerb, ANSA, 15 gennaio 2025.
37. ↑   Georgi Gotev, Cesare Ceccato (trad.), La Bulgaria è in procinto di avere un governo, Euractiv, 15 gennaio 2025.
38. ↑   Bulgaria, dal parlamento fiducia al nuovo governo di coalizione, ANSA, 16 gennaio 2025.
39. ↑   Francesco Bortoletto, In Bulgaria c’è di nuovo un governo (per ora). È il settimo in quattro anni, eunews, 16 gennaio 2025.
40. ↑  (BG) Krassen Nikolov, Конституционният съд обяви за незаконен избора на 16 депутати, "Величие" влиза в НС [La Corte Costituzionale dichiara illegale l'elezione di 16 deputati, "Grandezza" entra nell'Assemblea Nazionale], Mediapool, 13 marzo 2025.
41. ↑  (EN) Bulgaria’s CEC announces adjusted seat distribution in 51st National Assembly, The Sofia Globe, 13 marzo 2025.
42. ↑  (EN) Election vote recount looms large over Bulgarian politics, Euractiv, 28 febbraio 2025.
43. ↑  (BG) Iordanka Veselinova, Кабинет на малцинството или преговори с "Демократична България": ГЕРБ с два сценария след преизчислението на мандати [Governo di minoranza o trattative con "Bulgaria democratica": GERB con due scenari dopo il ricalcolo dei mandati], Dnevnik, 27 febbraio 2025.
44. ↑  (BG) Пеевски обяви, че е готов да крепи кабинета [Peevski ha annunciato di essere pronto a sostenere il governo], Mediapool, 13 marzo 2025.
45. ↑  (BG) Desislava Rizova, ДПС-ДПС с решение: Продължават подкрепата за кабинета до конвергентния доклад за eврото [DPS-DPS con una decisione: continuare a sostenere il governo fino al rapporto di convergenza sull'euro], btvNovinite, 1º aprile 2025.
46. ↑  (BG) ДПС-Доган реши: Ще крепи коалицията поне до доклада за еврото [Il DPS-Dogan ha deciso: sosterrà la coalizione almeno fino alla relazione sull'euro], Mediapool, 1º aprile 2025.
47. ↑  (BG) Simona Kostadinova, ДПС-Доган реши: Напуска управляващото мнозинство [Il DPS-Dogan ha deciso: abbandonare la maggioranza al potere], Mediapool, 16 aprile 2025.
48. ↑   Bulgaria: presentata seconda mozione di sfiducia contro il governo di Rosen Zhelyazkov, Agenzia Nova, 10 aprile 2025.
49. ↑  (EN) Bulgarian government survives a no-confidence vote over corruption, Associated Press (AP), 16 aprile 2025.
50. ↑  (EN) Bulgaria’s Parliament rejects second motion of no confidence in Zhelyazkov Cabinet, The Sofia Globe, 17 aprile 2025.